# Greatest Hits (альбом Journey)
| Оценки критиков | Оценки критиков |
| Источник        | Оценка          |
| --------------- | --------------- |
| Allmusic        | [ 1 ]           |
| About.com       | [ 2 ]           |

Greatest Hits — сборник суперхитов американской рок-группы Journey, выпущенный в 1988 году на лейбле Columbia Records. Это самый коммерчески успешный диск в карьере коллектива — в общей сложности он провёл 554 недели в чарте Billboard 200 (больше, чем любой другой сборник, за исключением Legend Боба Марли). Кроме того, по состоянию на конец 2014 года он фигурировал почти 1000 недель в альбомном чарте Top Pop Catalog Albums.
По состоянию на декабрь 2008 года, сборник занимает шестое место среди аналогичных серий «greatest hits» в США, уступая только компиляциям: Eagles, Билли Джоэла, Элтона Джона и The Beatles.
И по сей день он продолжает оставаться одним из самых популярных музыкальных сборников в мире, иногда его ежегодные продажи превышают 500 000. Сборник переиздавался несколько раз, так 1 августа 2006 года лейбл Legacy Recordings выпустил ремастеринговое издание на компакт-диске, включающее ряд бонус-треков. В Японии сборник переиздавался под названием Open Arms: Greatest Hits, где в качестве первой песни фигурировал титульный трек. В 2011 году была выпущена вторая компиляция Journey — Greatest Hits 2.

## Список композиций
| №  | Название                      | Автор(ы)                           | Альбом                         | Длительность |
| -- | ----------------------------- | ---------------------------------- | ------------------------------ | ------------ |
| 1. | «Only the Young»              | Стив Перри, Нил Шон, Джонатан Кейн | саундтрек Vision Quest (1985)  | 4:17         |
| 2. | «Don't Stop Believin'»        | Перри, Шон, Кейн                   | Escape (1981)                  | 4:10         |
| 3. | «Wheel in the Sky»            | Дайен Вэлори, Шон, Роберт Флейшман | Infinity (1978)                | 4:12         |
| 4. | «Faithfully»                  | Кейн                               | Frontiers (1983)               | 4:27         |
| 5. | «I'll Be Alright Without You» | Перри, Шон, Кейн                   | Raised on Radio (1986)         | 4:50         |
| 6. | «Any Way You Want It»         | Перри, Шон                         | Departure (1980)               | 3:21         |
| 7. | «Ask the Lonely»              | Перри, Кейн                        | саундтрек Two of a Kind (1983) | 3:54         |

| №                   | Название                       | Автор(ы)            | Альбом                                | Длительность |
| ------------------- | ------------------------------ | ------------------- | ------------------------------------- | ------------ |
| 8.                  | «Who's Crying Now?»            | Перри, Кейн         | Escape                                | 5:00         |
| 9.                  | «Separate Ways (Worlds Apart)» | Перри, Кейн         | Frontiers                             | 5:24         |
| 10.                 | «Lights»                       | Перри, Шон          | Infinity                              | 3:10         |
| 11.                 | «Lovin', Touchin', Squeezin'»  | Перри               | Evolution (1979)                      | 3:54         |
| 12.                 | «Open Arms»                    | Перри, Кейн         | саундтрек Heavy Metal (1981) / Escape | 3:23         |
| 13.                 | «Girl Can't Help It»           | Перри, Кейн, Шон    | Raised on Radio                       | 3:50         |
| 14.                 | «Send Her My Love»             | Перри, Кейн         | Frontiers                             | 3:54         |
| 15.                 | «Be Good to Yourself»          | Перри, Кейн, Шон    | Raised on Radio                       | 3:51         |
| Общая длительность: | Общая длительность:            | Общая длительность: | Общая длительность:                   | 61:32        |

| №                   | Название                | Автор(ы)            | из альбома           | Длительность |
| ------------------- | ----------------------- | ------------------- | -------------------- | ------------ |
| 16.                 | «When You Love a Woman» | Перри, Кейн, Шон    | Trial by Fire (1996) | 4:07         |
| Общая длительность: | Общая длительность:     | Общая длительность: | Общая длительность:  | 65:39        |

## Участники записи
| - Стив Перри — ведущий вокал - Нил Шон — гитара, вокал - Джонатан Кейн — клавишные, вокал за исключением «Wheel in the Sky», «Any Way You Want It», «Lights» and «Lovin', Touchin', Squeezin'» - Грегг Роли — клавишные, вокал на «Wheel in the Sky», «Any Way You Want It», «Lights» и «Lovin', Touchin', Squeezin'» - Росс Вэлори — бас-гитара, вокал за исключением «I’ll Be Alright Without You», «Girl Can’t Help It» и «Be Good to Yourself» - Рэнди Джексон — бас-гитара на «I’ll Be Alright Without You», «Girl Can’t Help It» и «Be Good to Yourself» - Стив Смит — ударные, вокал за исключением «Wheel in the Sky», «Lights», «I’ll Be Alright Without You», «Girl Can't Help It» и «Be Good to Yourself» - Эйнсли Данбар — ударные на «Wheel in the Sky» и «Lights» - Ларри Лондин — ударные на «I’ll Be Alright Without You», «Girl Can’t Help It» и «Be Good to Yourself» | - Майк Стоун и Кевин Элсон — продюсирование на «Only the Young», «Don't Stop Believin'», «Faithfully», «Ask the Lonely», «Who's Crying Now», «Separate Ways», «Open Arms» и «Send Her My Love» - Рой Томас Бейкер — продюсирование на «Wheel in the Sky», «Lights» и «Lovin', Touchin', Squeezin'», - Стив Перри — продюсирование on «I’ll Be Alright Without You», «Girl Can’t Help It» и «Be Good to Yourself» - Джеффри Воркман и Кевин Элсон — продюсирование на «Any Way You Want It» - Кевин Ширли — продюсирование на «When You Love a Woman» |

## Чарты и сертификация
| Год  | Чарт                          | Позиция |
| ---- | ----------------------------- | ------- |
| 1988 | Billboard 200 (USA)           | 10      |
| 2002 | Oricon Japanese Albums Charts | 82      |
| 2009 | Top Pop Catalog Albums (USA)  | 1       |
| 2009 | Norwegian Albums Chart        | 30      |
| 2010 | UK Albums Chart               | 12      |
| 2011 | Top Digital Albums (USA)      | 6       |
| 2011 | Swedish Albums Chart          | 20      |

| Регион                                                      | Сертификация   | Продажи     |
| ----------------------------------------------------------- | -------------- | ----------- |
| Канада (Music Canada)                                       | Золотой        | 50 000^     |
| Ирландия (IRMA)                                             | Платиновый     | 15 000^     |
| Великобритания (BPI)                                        | Платиновый     | 300 000     |
| США (RIAA)                                                  | 15× Платиновый | 15 000 000^ |
| ^ Данные о тиражах приведены только на основе сертификации. |                |             |